# Preußlitz
Preußlitz is een plaats en voormalige gemeente in de Duitse deelstaat Saksen-Anhalt, en maakt deel uit van de Landkreis Salzland.
Preußlitz telt 756 inwoners.